# Otis (Maine)
Otis es un pueblo ubicado en el condado de Hancock en el estado estadounidense de Maine. En el Censo de 2010 tenía una población de 672 habitantes y una densidad poblacional de 9,08 personas por km².

## Geografía
Otis se encuentra ubicado en las coordenadas 44°43′16″N 68°29′25″O / 44.72111, -68.49028. Según la Oficina del Censo de los Estados Unidos, Otis tiene una superficie total de 74.02 km², de la cual 64.15 km² corresponden a tierra firme y (13.33%) 9.87 km² es agua.

## Demografía
Según el censo de 2010, había 672 personas residiendo en Otis. La densidad de población era de 9,08 hab./km². De los 672 habitantes, Otis estaba compuesto por el 97.92% blancos, el 0.45% eran afroamericanos, el 0.3% eran amerindios, el 0.15% eran asiáticos, el 0% eran isleños del Pacífico, el 0.15% eran de otras razas y el 1.04% pertenecían a dos o más razas. Del total de la población el 0.6% eran hispanos o latinos de cualquier raza.